# Sortilegio
El sortilegio era la práctica de la adivinación del futuro mediante artes mágicas (la palabra se deriva del latín sortis, suerte, y legĕre, leer). No obstante, en la época moderna y contemporánea, el término sortilegio se ha convertido generalmente en sinónimo de hechizo o hechizamiento, mientras que para la adivinación en sus distintas formas se ha adoptado el término videncia.

## Descripción
El término "sortilegio" proviene de "sortis" (suerte) y "legis" (lectura), o sea el arte de leer las señales que aparentemente suceden antes de un evento, conocido no como el arte adivinatorio, sino como el arte de interpretar los sucesos futuros mediante las señales que actúan en el presente.
Así pues, en el concepto de sortilegio se incluyen todas las mancias. Entre ellas cabe destacar, por su relevancia social, la cartomancia o tarotismo —adivinación mediante el uso de naipes de juego u otros diseñados a tal efecto—; la quiromancia o lectura de la palma de la mano; la cafemancia o adivinación mediante la lectura de los posos del café u otras infusiones, y la cleromancia en el carácter o personalidad del autor de un manuscrito, puede también considerarse una forma de sortilegio.
Algunas variantes del espiritismo actual, así como el juego de la ouija, podrían considerarse una forma de psicomancia o nigromancia (adivinación invocando a los espíritus de los muertos). Cuando para la adivinación se invoca a espíritus malignos o demonios, entonces se denomina demonomancia.
Se han perdido, pero están bien documentadas, las prácticas de adivinación mediante el oráculo, la observación de los fenómenos atmosféricos (como la aeromancia) y el estudio de las entrañas de peces o aves e incluso de personas, tal como refiere Heródoto respecto de Menelao.[cita requerida]
Algunas religiones, como el Cristianismo, prohíben específicamente a sus seguidores el uso de los sortilegios, si bien admiten como parte de su cuerpo de creencias la existencia de videntes de inspiración divina, llamados profetas.[cita requerida]
En general, las diversas culturas han practicado la adivinación o sortilegio mediante casi todos los métodos a su alcance, incluyendo los más mundanos y singulares. Para la práctica de las mancias, casi todos los grupos humanos han recurrido a personas revestidas de alguna cualidad de corte sacerdotal o de algún otro modo iniciática o especial ("poseer don", etcétera), desde los hechiceros neolíticos a los modernos videntes telefónicos.
Con toda probabilidad, el concepto de sortilegio surge ante la necesidad de interpretar relaciones causales no evidentes por sí mismas milenios antes de que apareciera el método científico. El color de las entrañas de un pez, por ejemplo, puede estar vinculado con los resultados de la cosecha del año próximo debido a la calidad de las aguas del río. En ausencia del método científico, se establece una relación directa entrañas del pez -> cosecha del año próximo aparentemente adivinatoria y de carácter mágico, que se va envolviendo en una liturgia hasta que pierde su sentido originario y, por asociación, surgen relaciones nuevas de carácter supersticioso que conforman nuevos sortilegios.
Ente las definiciones dadas en el análisis de la palabra “sortilegio”, dos se refieren:[cita requerida]
-a la lectura inteligente (no como  adivinación), es decir, al análisis de los acontecimientos que derivan en un hecho evidente;
-a la manipulación inteligente de los hechos o acontecimientos mediáticos que propicien resultados beneficiosos.
No debe olvidarse que la palabra proviene del latín culto, es decir, de la clase dominante de tan vasto imperio.[cita requerida]